# Annai Velankanni
Annai Velankanni (lit.  'Mother Velankanni') es un drama indio de 1971 en tamil. La película está protagonizada por Gemini Ganesan, Jayalalithaa, Padmini y K.R. Vijaya. Kamal Haasan aparece brevemente en un papel no acreditado como Jesucristo. La película fue dirigida por el reconocido coreógrafo K. Thangappan. Comprende tres historias relacionadas con las creencias cristianas. Velankanni, donde se desarrolla la película, es una verdadera aldea en la India y tiene una gran iglesia dedicada a la Virgen María y a Jesús . 
La película fue apodada en lengua télugu como Mary Matha, estrenada el 25 de diciembre de 1971. Más tarde, la película fue doblada al idioma malayalam como Velankanni Mathavu, estrenada el 27 de mayo de 1977 y 1979 al idioma hindi como Mata Velankanni . 

## Trama
La historia gira en torno a los siglos - una antigua  basílica de nuestra señora de la salud en el pueblo de Velankanni cerca de Nagapattinam en el distrito de Thanjavur en Tamil Nadu . Mientras que la deidad que preside la Basílica, la Madre María actuando en la vida del devoto es narrada como un flashback, la historia que involucra a la Enfermera María (Jayalalithaa) y Susainathan (Gemini Ganesan) están en el presente. 
María (Jayalalithaa) es enfermera en un hospital de Nagapattinam y es devota de la Madre María de Velankanni . Mary (Jayalalithaa) es enfermera en un hospital de Nagapattinam y es devota de la Madre María de Velankanni. Ella narra la historia de Kamakshi (K. R. Vijaya), una lechera y su hijo Sundaram en el pueblo de Velankanni a un niño paciente, Baby Sumathi. La Madre María se presenta ante Sundaram, que va camino de la casa del terrateniente (R. Muthuraman) en Nagapattinam para entregar la leche. El propietario, un burócrata, es ateo. Sundaram le da leche a la madre María para alimentar al Niño Jesús. El propietario está molesto por la leche y no cree en la historia de "Una dama con un niño" que causó la escasez. Se produce un milagro: el pote de leche se desborda espontáneamente. La Madre María se presenta ante el terrateniente y él se convierte en un creyente, un devoto de la Madre María; ayuda generosamente a su inquilino Karuppayyan (S. V. Ramadoss) en la realización del matrimonio de su hija Chellayi (Srividya) con su rico amante (Sivakumar). 
La historia de Swarnam (Padmini y su hijo cojo Raja (Maestro Sekhar) en el pueblo de Velankanni es narrada por el Doctor Sundararajan (Mayor Sundararajan) a su asistente. Los aldeanos a menudo se burlaban de Swarnam y Raja debido a su cojera. En su camino al mercado para vender cuajada y leche, la Madre María se aparece ante Raja y lo cura. La Madre María le asigna a Raja la tarea de construir una Iglesia para ella en el lugar donde se presentó ante él bajo la supervisión del Sacerdote Francisco (S.V. Subbaiah). 
Mientras tanto, María rechaza las propuestas de matrimonio de los jóvenes médicos del hospital. Está esperando que el Oráculo de la Madre María decida su matrimonio y el milagro ocurre. Tanto Susainathan (Gemini Ganesan), hijo de un rico terrateniente de Nagapattinam, como María tienen el mismo sueño. Ambos están cantando alabanzas a la Madre María. Se conocen en la Iglesia y finalmente se casan. Mientras María está fuera del hospital conociendo a Susainathan, la amable madre atiende los deberes de María disfrazada de enfermera.

## Reparto
- Srividya como Chellayee
- Sivakumar como Rangaiah
- Jayalalithaa como la enfermera María
- Gemini Ganesan como Susai Nathan
- Padmini como Swarnam
- Master Sekhar como Raasa, el hijo de Swarnam
- Major Sundarrajan como Sudararajan, el Jefe Médico
- K. R. Vijaya como Kamkshi
- R. Muthuraman como el propietario
- Devika como Kannamma, la esposa del propietario
- Sachu como la vendedora de velas
- Manorama como la vendedora de muñecas
- S. V. Subbaiah como el Padre Francis
- Nagesh como Kannaiah
- Thengai Srinivasan
- Sreekanth como el Doctor Antonio

### Aparición en el Cameo
- Kamal Haasan as Jesus
- Baby Sumathi as patient
- S. Ramadoss as Karuppaiah, Chellayee's father
- Janaki as Velayee, Kamakshi's Neighbour
- I. S. R. as Thangaiah
- Gemini Balu as Mayandi
- Siva Sooriyan as villager
- A. Veerappan as villager
- Karikol Raju as villager
- G. Sakunthala as Annam
- S. Rama Rao as Sundaram
- V. R. Thilagam as Sundaram's wife
- Pushpamala in Cameo Appearance
- Master Prabhakar as Ayyakannu
- Suruli Rajan as Arunachalam, Village President
- Lakshmi Prabha as Susainathan's mother

- Kamal Haasan como Jesús
- El bebé Sumathi como el paciente
- S. Ramadoss como Karuppaiah,  el padre de Chellayee
- Janaki como Velayee, el vecino de Kamakshi
- I. S. R. como Thangaiah
- Gemini Balu como Mayandi
- Siva Sooriyan como la aldeana
- A. Veerappan como el aldeano
- Karikol Raju como el aldeano
- G. Sakunthala como Annam
- S. Rama Rao como Sundaram
- V. R. Thilagam como la esposa de  Sundaram
- Pushpamala en la aparición en el cameo
- Master Prabhakar como Ayyakannu
- Suruli Rajan como Arunachalam, el Presidente de la aldea
- Lakshmi Prabha como la madre de Susainathan

## Personal
- Asistente de dirección: Kamal Haasan y R.C. Sakthi
- Asistente de coreógrafo: Kamal Haasan
- Arte: R.K. Sekar y VB Raju
- Fotogramas: Salapathy
- Publicidad: Baktha
- Procesamiento: Laboratorio de color Géminis
- Audiografía (canción): J.J. Manickam (AVM), Kannan (Barani) y Swaminathan (Vijaya)
- Exterior: Unidad exterior APR
- Ejecutivo de producción: K. Sivan
- Gerencia de la oficina: V.S. Mani
- Gerente de Producción: A.B. Ayyappan
- Pintura: Rajkala Govindarajan

## Taquilla
B. Vijayakumar declaró en el artículo que las versiones dobladas en tamil y malayalam eran éxitos de taquilla. Ambas versiones fueron éxitos de taquilla en Kerala.

## Crítica
Kamal Haasan, que era el asistente de dirección de la película apareció en un cameo como Jesucristo en la escena. Donde lleva la cruz al calvario.  La escena de la crucifixión con la canción de fondo Deva Maindhan es cantada por TM Soundararajan. Además de la escena de la ubicación real en Nagapattinam y Velankanni, la película se rodó en los estudios AVM y en los estudios Saradha. Abhayadev tradujo al malayalam los diálogos escritos por Sam D. Dasan para el tamil original, basados en el guion de K. Thangappan. La cinematografía hecha conjuntamente por R. N. Pillai y B. B. Lucas fue impresionante y la escena rodada alrededor de la iglesia de Velankanni impresionó a la audiencia. K.R.Sadayappa Chettiar, financiero de cine, soñó con que hacía el papel de Jayalalithaa en la película junto a Gemini Ganesan . Jayalalithaa sobresalió en su papel de enfermera. Era una película con varias estrellas, otras estrellas populares que actuaron en la película además de Géminis Ganesan, Muthuraman, Sivakumar, S. V. Subbaiah, Major Sundararajan, Sreekanth fueron la estrella malaya Vincent, Thengai Srinivasan, Rajan, Padmini, K. R. Vijaya, Srividya, Devika y Manorama.

## Banda sonora
La música fue compuesta por G. Devarajan, mientras que la letra fue escrita por Kannadasan, Vaali y Ayyasamy.
| No. | Canción                  | Cantantes                 | Duración (m:ss) |
| 1   | "Devamaindhan Pogindran" | TM Soundararajan          | 03:23           |
| 2   | "Kadal Alai Thaalaattum" | Madhuri                   | 04:01           |
| 3   | "Karunai Kadale"         | P. Susheela               | 03:40           |
| 4   | "Karunai Mazhaiyae"      | P. Susheela               | 03:39           |
| 5   | "Neelakkadalin Oratthil" | TM Soundararajan, Madhuri | 03:22           |
| 6   | "Pera Orani"             | TM Soundararajan, Madhuri | 06:39           |
| 7   | "Thandhana Thaana"       | KJ Yesudas Madhuri        | 06:01           |
| 8   | "Vaanamennum Veedhiyile" | KJ Yesudas, Madhuri       | 03:12           |